# Музыкальный концерт Гринча!
Dr. Seuss' The Grinch Musical — американский рождественский мюзикл спецсериал, который транслировался на NBC 9 декабря 2020 года. Это спектакль по адаптации одноимённого мюзикла 2006 года, основанный на произведении «Как Гринч украл Рождество!» Доктора Сьюза. Он был снят в театре Трубадура в Лондоне. Особые звёзды Мэттью Моррисон в роли главного персонажа, Денис О’Хэр и БуБу Стюарт в роли пса Макса и Амелия Минто в роли Синди-Лу.

## Предпосылка
Пёс Гринча Макс рассказывает, как его старый хозяин (Мэттью Моррисон) однажды задумал испортить праздник для жителей Ктограда.

## Актёры исполнители
- Мэттью Моррисон — Гринча
- Амелия Минто — Синди-Лу
- Денис О'Хара — Старый Макс
  - Бубу Стюарт — Молодой Макс
- Клэр Мачин — Бабушка Лу
- Эми Эллен Ричардсон — Миссис Лу
- Ако Митчелл — Мистера Лу
- Гэри Уилмот — Дедушка Лу
- Алфи Мюррей — Бу-Кто

## Музыкальные номера
- "Who Likes Christmas?" – Граждане Ктограда
- "This Time of Year" – Старый Макс и молодой Макс
- "I Hate Christmas Eve" – Гринч
- "Whatchama Who" – Гринч
- "Welcome, Christmas" – Граждане Ктограда
- "I Hate Christmas Eve (Reprise)" – Гринч
- "It's the Thought That Counts" – Граждане Ктограда
- "One of a Kind" – Гринч
- "Now's the Time" – Мистер Лу, миссис Лу, бабушка Лу, дедушка Лу
- "You’re a Mean One, Mr. Grinch" – Старый Макс, молодой Макс и Гринч
- "Santa for a Day" – Синди Лу и Гринч
- "You’re a Mean One, Mr. Grinch (Reprise)" – Старый Макс
- "Where Are You Christmas?" – Синди Лу
- "Who Likes Christmas? (Reprise)" – Граждане Ктограда
- "One of a Kind (Reprise)" – Молодой Макс, Гринч и Синди Лу
- "This Time of Year (Reprise)" – Старый Макс
- "Welcome, Christmas (Reprise)" – Граждане Ктограда
- "Santa for a Day (Reprise)" – Ансамбль
- "Who Likes Christmas? (Reprise)" – Ансамбль

## Производство

### Разработка
В ноябре 2020 года «TODAY.com» сообщил, что NBC выпустит еще один специальный музыкальный выпуск. Последний спецвыпуск «Jesus Christ Superstar Live in Concert» транслировался в прямом эфире в 2018 году, а в 2019 году не было выпущено ни одного спецвыпуска. До этого NBC также выпустила «The Sound of Music Live!», «Peter Pan Live!», «The Wiz Live!» и «Hairspray Live!». В отличие от предыдущих спецвыпусков, этот будет не в прямом эфире, а предварительно записанным в течение двух дней. Моррисон сказал, что спецвыпуск изначально планировался в прямом эфире, но из-за протоколов касательно начинающейся пандемии COVID-19 это было невозможно сделать. Программу поставил на сцене Макс Вебстер, а на экране — Джулия Ноулз. Сценарий был написан Саймоном Найем. В программе использовалась музыка Тимоти Мейсона и Мела Марвина. В него также вошли две песни, написанные Альбертом Хейгом и Доктором Сьюзом, которые были показаны в первой телеадаптации детской книги «Как Гринч украл Рождество!» Спецвыпуск был спродюсирован Моррисоном, сыгравшим главную роль, а исполнительным продюсером выступил Ли Коннолли, Саймон Френд, Джошуа Розенблюм и Джеймс Санна. Проект курировал Дуг Воган, исполнительный вице-президент по специальным программам NBC Entertainment.

### Релиз
Спецвыпуск вышел в эфир в ночь на 9 декабря 2020 года в 20:00 на NBC.

## Критика
Спецвыпуск получил плохие отзывы.
Кэролайн Сиде из «The A.V. Club» поставил спецвыпуску оценку «C», в основном критикуя выступление Моррисона в роли Гринча, а также исходный материал, заявив, что саундтрек «делает «Сьюзикл» (Игра слов «Сьюз» и «Мюзикл») по сравнению с ним шедевром». Брайан Лоури из CNN заявил, что «шоу казалось раздутым и плоским» со всеми рекламными паузами. Келли Лоулер из «USA Today» поставила презентации только одну звезду из четырёх возможных, назвав её худшей из всех предыдущих адаптаций истории.
Спецвыпуск получило рейтинг 0,6 среди демографической группы 18–49 лет и 2,5 миллионов зрителей, уступив место специальному выпуску «Певец в маске».